# Freawine
Freawine (... – ...) (Frowin o Frowinus) appare come governatore di Schleswig nel Gesta Danorum e nella Cronaca anglosassone, antenato dei re del Wessex, anche se le fonti storiche più recenti ci dicono solo che fu figlio di Frithugar e padre di Wig.

## Storia
Nel Gesta Danorum Frowin era il patrigno di Offa di Anglia (presentato come principe ed in seguito come re di Danimarca), figlio di re Wermund.
Frowin venne sfidato a combattere dal re svedese Athisl, ed ucciso. Venne in seguito vendicato dai figli Ket e Wig. I due figli combatterono due contro uno con Athisl, una vergogna nazionale redenta dal fratellastro Offa, quando uccise due Sassoni contemporaneamente, in un "singolo combattimento". Questa storia viene raccontata nel Widsith come duello contro i Myrgingi.